# Buchanan (New York)
Buchanan falu az USA New York államában, Westchester megyében. Lakosainak száma 2302 fő (2020. április 1.).

## Népesség
A település népességének változása:

| 2010 | 2 230 |
| 2020 | 2 302 |